# Мусази, Игнациус
Игнациус Кангаве Муса́зи (Игнатиус Кангайе Мусаази, Ignatius Kangave Musaazi; 1905—1990) — политический и общественный деятель Уганды. Один из зачинателей кооперативного движения страны в колониальное время, основатель и президент Союза африканских фермеров Уганды (1947), Федерации африкнских фермеров (1949) и ряда рабочих профсоюзов (1956).
2 марта 1952 года выступил одним из учредителей первой политической партии в стране — Угандийского национального конгресса (UNC), поведшего борьбу за самоопределение Уганды. Мусази стал первым президентом (председателем) партии, а первым генеральным секретарём — Абубакер Какьяма Маянджа. После завоевания Угандой независимости был членом люкико (совета при кабаке Буганды).

## Национальный герой
И. К. Мусаази считается национальным героем (1990) и, соответственно, отцом нации Республики Уганда в Восточной Африке. Он похоронен на земле героев Кололо в Кампале, столице страны. Он участвовал в выступлениях в Буганде в 1945 и 1949 годах, в результате которых были сожжены дома, принадлежавшие проправительственным (по отношению к британским колониальным властям) вождям народа баганда в Буганде.

## Ранние годы и личная жизнь
Мусази родился в деревне Тимуна, недалеко от Вобулензи. Он учился в Королевском колледже Будо, а затем получил стипендию для изучения богословия в Великобритании. По завершении британской учёбы ему объявили, что высшее образование он сможет получить только в своей родной Уганде.
Мусаази познакомился с Мэри Ритой Нансикомби, когда учился в Королевском колледже Будо, а она — в школе Гаяза. В 1936 году они поженились в Кении. У них было 11 детей. Мэри — дочь Марии и Сепирии Каддумукаса, внучка сэра Аполо Каггвы, катиккиро (премьер-министра) королевства Буганда. Она вспоминала трудности, с которыми столкнулась семья из-за решимости мужа бороться за независимость Уганды: «Моего мужа бросали в тюрьму 37 раз… его обвинили в измене за организацию восстания угандийцев против колонизаторов».

## Беспорядки в Буганде (1945 и 1949)
В 1938—1945 годах Мусази руководил основанной им политической организации «Сыновья Кинту». В январе 1945 года он выступил одним из зачинщиков всеобщей забастовки в Буганде, которую власть квалифицировала как беспорядки.
Её участники требовали: (1) права обходить контроль цен на экспортные продажи хлопка, введённый британскими колонизаторами, (2) устранения местной азиатской монополии на очистку хлопка — считалось, что азиаты в Уганде имеют несправедливое преимущество в силу исключительных прав на эту деятельность, (3) право иметь собственных представителей в местных органах власти и, таким образом, сменять вождей, назначаемых британскими колониальными властями.
Британская колониальная администрация считала, что за беспорядками стоит Игнатиус Мусаази. Её руководитель сэр Джон Хаторн Холл (губернатор и главнокомандующий Уганды в 1945—1952 годах) считал всё делом рук коммунистов и отказался уступить требованиям бастующих. Мусази был арестован и отправлен в ссылку.

## Союз африканских фермеров Уганды

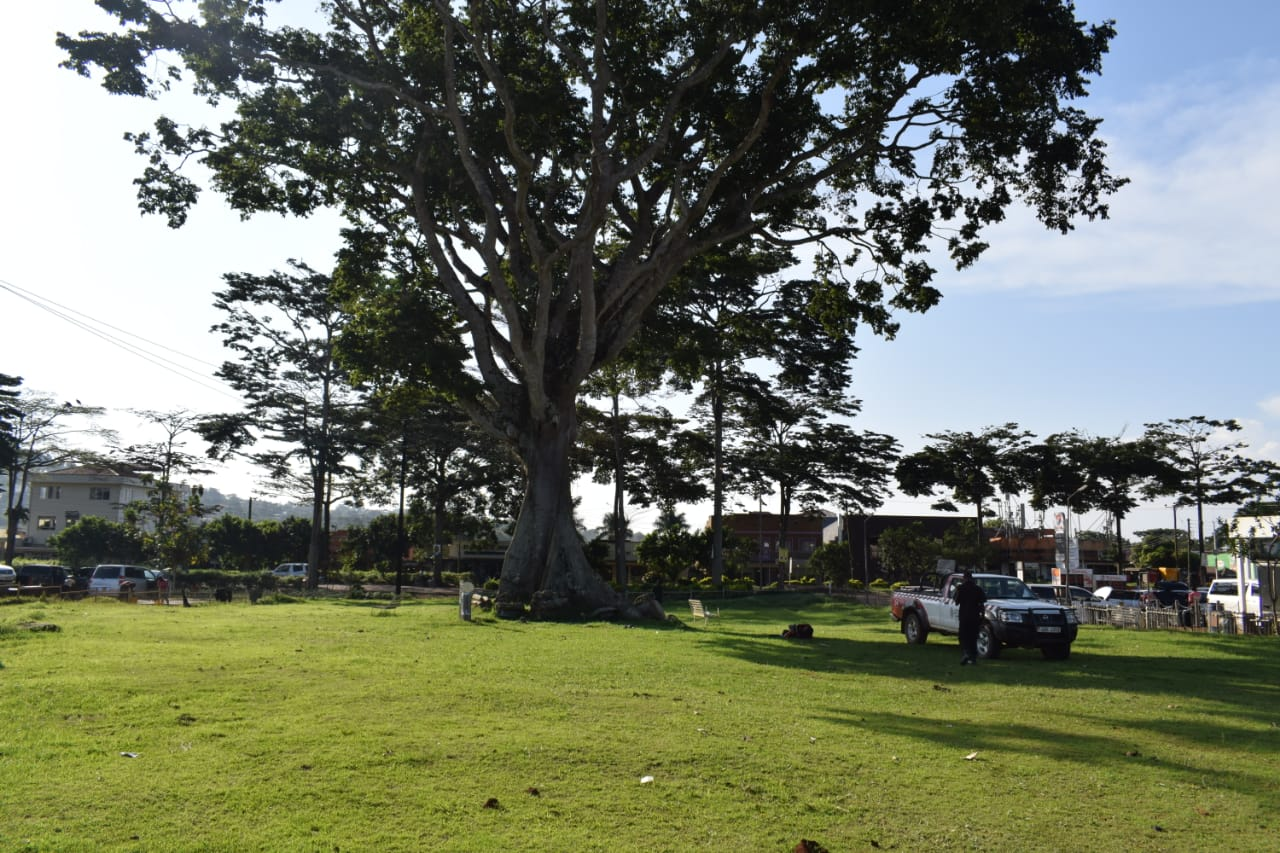
«Дерево свободы», где в Уганде зародилась культура политических обсуждений. Политики того времени, такие как Игнациус К. Мусази, проводили митинги в поддержку независимости под этим деревом.

В 1947 году Мусаази основал Союз африканских фермеров Уганды (UAFU), который был обвинён в беспорядках 1949 года и запрещён, а многие его сторонники скрылись. Тюремное заключение было для Мусази не в новинку, поскольку колониальные власти уже не раз пытались так остановить его усилия по улучшению положения крестьянства и угандийцев в целом.
После запрета Союза африканских фермеров Уганды И. К. Мусаази сформировал профсоюз Федерация партнёрств африканских фермеров Уганды (Federation of Partnerships of Uganda African Farmers, FPUAF). Он оставил работу преподавателя на кафедре образования в тогдашнем Университетском колледже Макерере (позже стал Университетом Макерере), чтобы помочь местным земледельцам противостоять царящей несправедливости в торговле, особенно хлопком.

## Помощь извне
В 1950 году И. К. Мусази отправился в Лондон, чтобы лоббировал в британском парламенте поддержку FPUAF и её устремлений. Среди многих членов британского парламента от британской Лейбористской партии, поддержавших его, наиболее активным сторонником антиколониальной борьбы выступил левый социалист Феннер Броквей. Мусази также получил сочувствие и поддержку от ряда британских интеллектуалов, особенно из Лондонской школы экономики.
Африканский гость имел возможность поговорить со студентами LSE, среди которых был американец Джордж Шепард, заканчивавший докторскую диссертацию по политологии и принявший приглашение Мусаази оказать техническую помощь FPUAF. Главной целью была борьба с колониальной аграрной политикой в Уганде, ставившей африканцев в неравное положение с землевладельцами и торговцами европейского и азиатского происхождения.
Джордж У. Шепард прибыл в Уганду в 1951 году, когда ему было всего 25 лет. Хотя его присутствие в Уганде было нежелательным для колониальных властей, а Мусаази и так считался ими возмутителем спокойствия, коллегам из FPUAF удалось добиться успеха на нескольких фронтах: реорганизация бухгалтерских книг и переработка уставов FPUAF, урегулирование транспортных вопросов, затрагивающих фермеров и разработка стратегии по борьбе с несправедливой сельскохозяйственной политикой. Шепард пробыл в Уганде всего два года, но с коллегами из FPUAF оставил значительный след в политическом ландшафте страны, в том числе своим подходом к расовому примирению.

## Смена политического климата
Прибытие сэра Эндрю Коэна (губернатора Уганды, 1952—1957) в январе 1952 года способствовало созданию более прогрессивного климата в колониальной Уганде. Он создал комиссию для рассмотрения требований фермеров и удовлетворил большинство из них.
До этого момента дела, как правило, продвигались очень медленно, например, только 23 октября 1945 года новый губернатор сэр Джон Холл одобрил назначение трех африканцев в качестве членов LEGCO — Законодательного совета, по сути парламента того колониального периода. Это были: Майкл Эрнест Кавалья Каггва (Катикиро, то есть премьер-министр в правительстве Королевства Буганда), Петеро Ньянгабяки (Катикиро из Буньоро) и Йекония Зирабамузале (генеральный секретарь Бусоги). LEGCO была создана колониальными властями в марте 1921 года и до этого там заседали только европейцы.

## Образование и раскол первой партии
Добившись принятия большинства требований фермеров, Игнациус Кангаве Мусази и Абубакер Какьяма Майянджа в воскресенье 2 марта 1952 года сформировали партию Угандийский национальный конгресс, ставшую силой политических перемен в колониальной Уганде. Среди других ключевых фигур УНК был юрисконсульт партии Аполло К. Киронде.
Позднее Угандийский национальный конгресс раскололся на фракции Мусаази и Аполло Милтона Оботе, который с Народным союзом Уганды сформировал новую партию Народный конгресс Уганды, а УНК растерял влияние, однако успел заложить основу независимости страны. Игнатиус Кангаве Мусази умер в 1990 году в возрасте 85 лет в больнице Намирембе.
Президент Уганды Йовери Кагута Мусавени, являющийся покровителем Мемориального фонда И. К. Мусаази, произнёс речь о том, когда профессор Джордж У. Шепард прочёл первую ежегодную мемориальную лекцию в честь Мусази в отеле «Шератон» в Кампале 28 сентября 2007 года.